# Saltlage
Saltlage er betegnelsen for en koncentreret opløsning af salt, fx kogesalt (natriumklorid), navnlig når opløsningen anvendes til konservering af fødevarer. I Danmark er det fortrinsvis kød og fisk, der på denne måde tilføres langtidsholdbarhed og modstandsdygtighed overfor vækst af bakterier. Saltlagen består foruden af vand og og salt af bestanddele, som efter påføring af tørsalt er trukket ud af fødeemnet ved saltets osmotiske kraft.
Saltning af fx kød gør kødet fastere og mindsker kødets samlede vægt. Saltet kød, fx hamburgerryg, bliver derfor dyrere end den rå svineryg. Effekten kan modvirkes ved indsprøjtning i kødet af en fosfatopløsning, hvilket dog forringer det saltede køds kvalitet, idet væskebindingen fører til, at kødet bliver glinsende vådt og at det taber en uforholdsmæssig stor mængde væske under varmebehandling ved fx stegning.

## Naturlige saltopløsninger
Koncentrerede saltopløsninger forekommer naturligt i afløbsløse søer i nedbørsfattige områder, hvor vand fra navnlig bjergområder tilføres gennem vandløb. Et kendt eksempel er det Døde Hav. Sådanne naturlige saltsøer indeholder blandinger af en lang række opløste mineraler. Hvis saltvand ved fx fordampning når en koncentration på 36 vægtprocent ved 25 C vil saltet udfældes som krystaller.
Saltvand er tungere end ferskvand. Det kan, sammen med temperaturbetingede forskelle i havvandets massefylde, føre til lagdeling af havvand. Det ses blandt andet i Østersøen, hvor det med floderne tilførte ferskvand danner et overfladisk lag, mens indstrømmende oceanisk havvand i kraft af sin højere tæthed bliver liggende i bunden af Østersøen.